# Лубєнніков Леонід Гнатович
Леоні́д Гна́тович Лубє́нніков (Лубенников) (8(21) січня 1910, село Фоминівка Катеринославської губернії, тепер Антрацитівський район, Донецька область — 30 листопада 1988, місто Москва, Російська Федерація) — радянський політичний діяч, 1-й секретар ЦК КП(б) Карело-Фінської РСР (1955-1956). Член ЦК КПРС у 1956—1966 роках. Депутат Верховної Ради СРСР 4—6-го скликань.

## Біографія
Народився у селянській родині. Працював трактористом.
У жовтні 1927 — грудні 1930 року — студент Новочеркаського індустріально-землеробського технікуму.
У грудні 1930 — квітні 1931 року — викладач курсів трактористів в селі Уйське Уральської області.
У квітні 1931 — липні 1932 року — студент Всесоюзного агропедагогічного інституту в Москві. У липні 1932 — грудні 1933 року — студент Всесоюзного агропедагогічного інституту в місті Саратові.
У грудні 1933 — березні 1939 року — директор і викладач Баландинської школи комбайнерів Саратовської області.
Член ВКП(б) з 1939 року.
У березні — вересні 1939 року — завідувач відділу пропаганди і агітації Баландинського районного комитета ВКП(б) Саратовської області.
З вересня 1939 року — в Червоній армії. У вересні — жовтні 1939 року — слухач Приволзьких окружних політичних курсів старшого політичного складу. У жовтні 1939 — квітні 1943 року — інструктор з пропаганди, військовий комісар полку в Приволзькому військовому окрузі. У квітні 1943 — травні 1944 року — слухач Військової академії імені Фрунзе.
Учасник німецько-радянської війни. У травні 1944 — травні 1946 року — заступник командира полку Радянської армії; був поранений, перебував на лікуванні; начальник табору для примусово репатрійованих осіб у Барановицькій та Брестській областях Білоруської РСР.
У червні 1946 — лютому 1949 року — партійний організатор ЦК ВКП (б) на Мінському тракторному заводі.
У лютому 1949 — вересні 1952 року — секретар, 2-й секретар Мінського міського комітету КП(б) Білорусі.
У вересні 1952 — 11 вересня 1953 року — 1-й секретар Бобруйського обласного комітету КП Білорусі.
У серпні 1953 — жовтні 1955 року — 1-й секретар Мінського обласного комітету КП Білорусі. Працював інспектором ЦК КПРС.
16 серпня 1955 — 25 липня 1956 року — 1-й секретар ЦК КП Карело-Фінської РСР. 25 липня 1956 — вересень 1958 року — 1-й секретар Карельського обласного комітету КПРС.
У вересні 1958 — лютому 1960 року — завідувач відділу промисловості товарів широкого споживання і продовольчих товарів (відділу легкої та харчової промисловості) ЦК КПРС.
12 лютого 1960 — січень 1963 року — 1-й секретар Кемеровського обласного комітету КПРС. 19 січня 1963 — 23 грудня 1964 року — 1-й секретар Кемеровського сільського обласного комітету КПРС.
У грудні 1964 — 1965 року — заступник голови Комітету партійно-державного контролю Бюро ЦК КПРС по РРФСР і РМ РРФСР. У 1965—1966 роках — заступник голови Комітету народного контролю Ради міністрів РРФСР.
У 1966—1981 роках — 1-й заступник голови Правління Центральної Спілки споживчих товариств (Центроспілки) СРСР.
З 1981 року — на пенсії. Похований на Кунцевському цвинтарі Москви.

## Нагороди
- два ордени Леніна
- орден Жовтневої Революції (21.01.1980)
- два ордени Трудового Червоного Прапора
- два ордени Червоного Прапора (29.10.1944; 9.02.1945)
- орден Вітчизняної війни І ст. (11.03.1985)
- медалі